# Jamides alocina
Jamides alocina är en fjärilsart som beskrevs av Swinhoe 1915. Jamides alocina ingår i släktet Jamides och familjen juvelvingar. Inga underarter finns listade i Catalogue of Life.